# Hannu Palosuo
Hannu Olavi Palosuo (Helsinki, 29 settembre 1966) è un pittore finlandese.

## Biografia
Giunge in Italia nel 1989 grazie ad una borsa di studio, e frequenta l'Accademia di Belle Arti presso l'Università degli Studi "La Sapienza" di Roma. Terminati gli studi si trasferisce definitivamente in Italia, anche se la sua carriera artistica lo porterà a seguire esperienze in tutta Europa. 
La qualità artistica delle sue opere viene internazionalmente riconosciuta, e le sue composizioni sono presentate in numerose collezioni pubbliche in tutto il mondo, come presso il Museo Zorrilla di Montevideo, il Pabellòn de las Bellas Artes UCA di Buenos Aires (ambedue a cura di Massimo Scaringella), la National Gallery di Amman, l'Instituto iberoamericano di Madrid, l'Herbergenmuseum di Monaco di Baviera e il Museo Nazionale di Damasco.
Anche musei finlandesi accolgono opere di Hannu Palosuo, tra i quali il City Art Museum di Helsinki e il museo di arte contemporanea di Tampere. In Italia attira l'attenzione di varie fondazioni, come la Fendi Collection di Roma, la Fondazione Valerio Riva di Venezia e la Fondazione Durini di Milano. 
Nel 2009 partecipa alla Biennale di Venezia con un'installazione intitolata None of them is the truth, che comprende tutto lo spazio d'esposizione offertogli, in modo che il visitatore veniva accolto all'interno dell'opera stessa.